# 2000年シドニーオリンピックのナイジェリア選手団
2000年シドニーオリンピックのナイジェリア選手団（2000ねんシドニーオリンピックのナイジェリアせんしゅだん）は、2000年9月15日から10月1日にかけてオーストラリアのニューサウスウェールズ州シドニーで開催された2000年シドニーオリンピックのナイジェリア選手団、およびその競技結果。

## 概要
今大会は金メダル1個、銀メダル2個の合計3個のメダルを獲得した。

## メダル
| メダル | 選手名                                                                        | 競技 | 種目             |
| ------ | ----------------------------------------------------------------------------- | ---- | ---------------- |
| 金     | クレメント・チュクウ ジュード・モニエ サンデー・バダ エネフィオク・ウドオボン | 陸上 | 男子4×400mリレー |
| 銀     | グローリー・アロジー                                                          | 陸上 | 女子100mハードル |